# Tetraneurites
Genre
Espèces de rang inférieur
- †Tetraneurites provincialis (Théobald, 1937)

Tetraneurites est un genre d'insectes hémiptères de la famille des Aphididae.
Le genre est monotypique et son espèce type est Tetraneurites provincialis (Nicolas Théobald, 1937).

## Présentation
Le nom scientifique de ce genre Tetraneurites a été valablement publié pour la première fois en 2002 par l'entomologiste danois Ole Engel Heie (1926-2019)

### Ouvrage
- (en) O. E. Heie, « Taxonomic names, in Fossil aphids from Early Oligocene deposits near Céreste, France, with descriptions of new genera and species (Hemiptera, Sternorrhyncha, Aphidoidea) », Mainzer Naturwissenschaftliches Archiv, vol. 40,‎ 2002, p. 113-122.